# Lijst van rijksmonumenten in Leur
De plaats Leur telt 24 inschrijvingen in het rijksmonumentenregister. Hieronder een overzicht.
| Object                                                                                      | Oorspronkelijke functie?  | Bouwjaar                                           | Architect     | Locatie                 | Coördinaten?                  | Nr.?   | Afbeelding                                                                    |
| ------------------------------------------------------------------------------------------- | ------------------------- | -------------------------------------------------- | ------------- | ----------------------- | ----------------------------- | ------ | ----------------------------------------------------------------------------- |
| Het Hof: boerderij                                                                          | Boerderij                 | 1927                                               |               | Leurseweg 5             | 51° 49' 9" NB, 5° 41' 53" OL  | 523586 | Meer afbeeldingen                                                             |
| Het Hof: kleine schuur                                                                      | Boerderij                 | 1927                                               | J.W. Francken | Leurseweg 5             | 51° 49' 9" NB, 5° 41' 53" OL  | 523587 | Meer afbeeldingen                                                             |
| Het Hof: grote schuur                                                                       | Boerderij                 | 1927                                               | J.W. Francken | Leurseweg 5             | 51° 49' 9" NB, 5° 41' 53" OL  | 523588 | Meer afbeeldingen                                                             |
| De Merwerd: boerderij                                                                       | Boerderij                 | 1850-1900                                          |               | Van Balverenlaan 6      | 51° 49' 28" NB, 5° 41' 59" OL | 523590 | Meer afbeeldingen                                                             |
| De Merwerd: houten karnschuur                                                               | Boerderij                 | 1857                                               |               | Van Balverenlaan bij 6  | 51° 49' 28" NB, 5° 41' 59" OL | 523591 | Meer afbeeldingen                                                             |
| De Merwerd: bakhuis is thans in gebruik als berging                                         | Boerderij                 | 1800-1900                                          |               | Van Balverenlaan bij 6  | 51° 49' 28" NB, 5° 41' 59" OL | 523593 | Meer afbeeldingen                                                             |
| De Merwerd: schuurberg                                                                      | Boerderij                 | 18e eeuw                                           |               | Van Balverenlaan bij 6  | 51° 49' 23" NB, 5° 41' 56" OL | 9313   | Meer afbeeldingen                                                             |
| Puitschenhof                                                                                | Boerderij                 | eerste helft 19e eeuw                              |               | Broekstraat 41          | 51° 49' 45" NB, 5° 42' 21" OL | 9323   | Meer afbeeldingen                                                             |
| Hervormde Kerk van Leur                                                                     | Kerk en kerkonderdeel     | 14e eeuw (schip)                                   |               | Van Balverenlaan 4      | 51° 49' 9" NB, 5° 41' 41" OL  | 9324   | Meer afbeeldingen                                                             |
| Boerderij waarvan het met een rieten schilddak gedekte woonhuis dwars op de stal is gebouwd | Boerderij                 | 1815 (muuranker)                                   |               | Van Balverenlaan 5      | 51° 49' 15" NB, 5° 41' 34" OL | 9325   | Meer afbeeldingen                                                             |
| Boerderij met wolfdak, gedekt door pannen en riet                                           | Boerderij                 | 19e eeuw                                           |               | Van Balverenlaan 2      | 51° 49' 6" NB, 5° 41' 38" OL  | 9326   | Meer afbeeldingen                                                             |
| Hervormde Kerk: toren                                                                       | Kerk en kerkonderdeel     | begin 14e eeuw (toren) ca. 1600 (spits)            |               | Van Balverenlaan bij 4  | 51° 49' 9" NB, 5° 41' 41" OL  | 9327   | Meer afbeeldingen                                                             |
| Boerderij met deftig woonhuis en stal onder rieten wolfdak                                  | Boerderij                 | tweede kwart 19e eeuw                              |               | Puitsestraat 1          | 51° 49' 41" NB, 5° 42' 5" OL  | 9328   | Meer afbeeldingen                                                             |
| Boerderij, gepleisterd, wolfdak, gedekt met riet en pannen, bouwvallige staat               | Boerderij                 | 17e of 18e eeuw                                    |               | Puitsestraat 7          | 51° 49' 42" NB, 5° 42' 17" OL | 9329   | Boerderij, gepleisterd, wolfdak, gedekt met riet en pannen, bouwvallige staat |
| Puitschenhoek                                                                               | Boerderij                 | 18e eeuw                                           |               | Puitsestraat 2          | 51° 49' 41" NB, 5° 42' 18" OL | 9330   | Meer afbeeldingen                                                             |
| Huis te Leur                                                                                | Kasteel, buitenplaats     | 1778                                               |               | Van Balverenlaan 8      | 51° 49' 28" NB, 5° 41' 59" OL | 529280 | Meer afbeeldingen                                                             |
| Leur: historische tuin- en parkaanleg                                                       | Tuin, park en plantsoen   | 18e eeuw en later                                  |               | Van Balverenlaan bij 8  | 51° 49' 26" NB, 5° 42' 18" OL | 529281 | Meer afbeeldingen                                                             |
| Leur: bouwhuis                                                                              | Bijgebouwen kastelen enz. | laat 17e eeuw (voorhuis) laat 18e eeuw (koetshuis) |               | Van Balverenlaan 10     | 51° 49' 33" NB, 5° 41' 56" OL | 529282 | Meer afbeeldingen                                                             |
| Leur: schuur                                                                                | Bijgebouwen kastelen enz. | vroeg 19e eeuw                                     |               | Van Balverenlaan bij 10 | 51° 49' 32" NB, 5° 41' 57" OL | 529283 | Upload foto                                                                   |
| Leur: hekposten                                                                             | Tuin, park en plantsoen   | 1926                                               |               | Van Balverenlaan bij 8  | 51° 49' 24" NB, 5° 41' 54" OL | 529284 | Meer afbeeldingen                                                             |
| Leur: duiventil                                                                             | Tuin, park en plantsoen   | 1913                                               |               | Van Balverenlaan bij 10 | 51° 49' 34" NB, 5° 42' 1" OL  | 529285 | Upload foto                                                                   |
| Leur: moestuin met hekposten                                                                | Tuin, park en plantsoen   | midden 19e eeuw                                    |               | Van Balverenlaan bij 8  | 51° 49' 30" NB, 5° 41' 58" OL | 529286 | Upload foto                                                                   |
| Leur: kas                                                                                   | Tuin, park en plantsoen   |                                                    |               | Van Balverenlaan bij 10 | 51° 49' 31" NB, 5° 41' 55" OL | 529287 | Upload foto                                                                   |
| Leur: prieel                                                                                | Tuin, park en plantsoen   | ca. 1930                                           |               | Van Balverenlaan bij 8  | 51° 49' 27" NB, 5° 42' 1" OL  | 529850 | Upload foto                                                                   |